# Дарко Мацура
Дарко Мацура (Пула, 1952. — Београд, 2020) био је српски извођач народне музике, градитељ инструмената, композитор и музички педагог. Свирао је тридесетак различитих инструмената, које је већином сам израђивао.
Најпознатији је по албуму Призивања (1994) у коме је користио традиционалне српске дувачке инструменте, као и по учешћу у реформи српске певачко-свирачке школе током деведесетих и двехиљадитих.

## Биографија
Рођен је у Пули, одрастао је у околини Обровца где се одмалена занимао за изградњу и свирање народних инструмената. Завршио је Музичку школу „Станковић“ у Београду, одсек кларинет. Био је члан оркестра Министарства унутрашњих послова до пензионисања 1996. године.
Напоредно је се бавио прављењем и свирањем чак 30-ак врста народних инструмената. Током своје каријере извођача народне песме и свирке наступао је у Грчкој, Аустрији, Немачкој, САД, Мађарској, Либану, Сирији, Тунису и другим земљама. Међу најважнијим страним наступима је целовечерњи ауторски концерт на "Првом фестивалу усмене музичке традиције народа истока (од Магреба до Јапана)", јула 1993 год. у Атини, где је наступио са највећим именима светске етно сцене; као и учешће са Светланом Спајић у Првом међубалканском оркестру у Солуну 1995, у којем су чланови били угледни извођачи целе Југоисточне Европе.
Имао је запажену педагошку улогу у оснивању музичких група у Београду (Моба, Кладенац), као и у реформи нашег музичког образовања која је подразумевала увођење традиционалног израза у музичке школе у Србији.
Током каријере сарађивао је са значајним именима музике Западног Балкана, међу којима су и Тодор Комазец, Благоја Ристовски, Светлана Стевић, Бокан Станковић, група Моба, Пјевачка дружина Светлане Спајић и др.
Учествовао је у стварању музике филма Вирџина режисера Срђана Карановића, телевизијске драме Рај Милоша Црњанског у режији Петра Зеца и кратког играног филма Уске стазе режисера Олега Јекнића.
Народна ношња у којој је наступао била је његова лична рукотворина.
Сахрањен је 24. августа 2020. на београдском гробљу Орловача.

## Стручна рецепција
Основна преокупација Д. Мацуре не своди се на верно копирање и оживљавање народних мелодија, већ подразумева стварање сопствених. Стрпљењем и упорношћу истинског заљубљеника, он је однеговао дубоко индивидуалан музички стил, са препознатљивим коренима у традиционалном звуку разних српских крајева. Овакав креативни приступ Д. Мацура има и према својим инструментима, када појединим свиралама додаје нове отворе, када од рога, инструмента из породице труба, ствара лабијалну свиралу – својеврсну комбинацију фруле и окарине. Поменуте градитељске захвате Д. Мацури је омогућило добро познавање традиционалних законитости српске народне музике, али и упућеност у западноевропску музичку теорију и технику свирања кларинета, који је дипломирао у средњој музичкој школи.— Сања Радиновић, доктор етномузикологије (1994)
...право мало откровење Дарко Мацура, мајстор за производњу старинских балканских инструмената и баратање њима, са импровизацијом 'Рударима Балкана'.— Драган Кремер, музички критичар, о албуму Srbija: Sounds Global 2002.

## Дискографија (избор)
Ауторски албуми
- Призивања: Српски дувачки инструменти (аудио касета), „Биљег - балканско и словенско издаваштво“, Београд, 1994.
- Морлачки зов: Снимак првог самосталног свирачко-пјевачког наступа који је одржан 15. новембра 2002. у Београду у сали Guarnerius код Наде и Јована Колунџије (компакт диск), ауторско издање, Београд, 2003.

Компилације
- „Свирка за Спас“, Unblocked - Music Of Eastern Europe ‎1-3 (компакт диск), Ellipsis Arts, 1997.
- „Рударима Балкана“, Srbija: Sounds Global ‎(компакт диск), Б92, Београд, 2000.
- „Поскок“, са С. Спајић,  (компакт диск), Б92, Београд, 2002.
- „Поскок“, са С. Спајић,  (компакт диск), Б92, Београд, 2008.